# Årby Sogn
Årby Sogn er et sogn i Kalundborg Provsti (Roskilde Stift).
I 1800-tallet var Årby Sogn et selvstændigt pastorat. Det hørte til Ars Herred i Holbæk Amt. Årby sognekommune blev ved kommunalreformen i 1970 indlemmet i Kalundborg Kommune.
I Årby Sogn ligger Årby Kirke.
I sognet findes følgende autoriserede stednavne:
- Asnæs (areal)
- Asnæs Forskov (bebyggelse)
- Asnæs Skovhuse (bebyggelse)
- Asnæs Vesterskov (bebyggelse)
- Bastrup (bebyggelse)
- Bastrup By (bebyggelse, ejerlav)
- Bastrup Sønderstrand (bebyggelse)
- Havnemark (bebyggelse)
- Kalundborg Lyng (bebyggelse)
- Lerchenborg (landbrugsejendom)
- Lerchenborg Hgd. (ejerlav)
- Melby (bebyggelse)
- Melby By (bebyggelse, ejerlav)
- Melby Nordstrand (bebyggelse)
- Melby Sønderstrand (bebyggelse)
- Mineslund (landbrugsejendom)
- Rynkevang (bebyggelse)
- Rynkevang Gde. (bebyggelse, ejerlav)
- Årby (bebyggelse)
- Årby By (bebyggelse, ejerlav)
- Årby Lyng (bebyggelse)